# Université industrielle de Santander
L’Université industrielle de Santander, (en espagnol : Universidad Industrial de Santander) est une université colombienne publique située à Bucaramanga, Santander. C'est l'université accueillant le plus d'étudiants au nord-est du pays.

## Histoire
L'université est créé par l'ordonnance no 83 du 22 juin 1944 par l'assemblée départementale de Santander.

## Lieu
Le campus principal (Campus Universitario Principal), est situé dans au nord-est de la ville et accueille les facultés des sciences, de l'ingénierie, et des humanités. Un deuxième campus accueille la faculté de médecine. Des antennes de l'université sont présentes à Barrancabermeja, Barbosa, Málaga et Socorro.

## Enseignements
L'université propose des programmes allant du premier cycle au troisième cycle universitaire, comprenant 24 masters et 4 doctorats.